# Rahul Nambiar
Rahul Nambiar (Malayalam: രാഹുൽ നമ്പ്യാർ) es un cantante de playback indio, nacido el 16 de junio de 1981 en Cananor, estado de Kerala. Fue ganador en el espectáculo denominado Swapthaswarangal en el 2001 y comenzó a cantar en vivo. Más adelante se aventuró por el canto de voz sincronizada o playback, que contó con el apoyo de muchos compositores indios, para interpretar temas musicales para películas en varios idiomas, cuandop el formaba parte como la voz principal del grupo Rahlaap, junto al bajista Aalap Raju.

## Carrera
Se crio entre Nueva Delhi y Chennai. Estudio en la Universidad de Baroda. Después de terminar sus estudios en el MBA y M.Com, Rahul empezado a trabajar durante dos años en un banco, que a su juicio era demasiado cargado su trabajo bancario, antes de actuar en shows en vivo con Sunitha Sarathy, en el 2001, ganó el concurso de Sun TV Sapthaswarangal, superando a 3000 participantes, tras lo cual decidió continuar una carrera como cantante profesional. Rahul se introdujo como cantante de playback por Vijay Antony, para interpretar un tema musical en la película del cine Tamil "Dishyum".
En el 2009, Rahul se dio la mano con su viejo amigo, el bajista Aalap Raju, para formar una banda llamada RAHLAAP. El dúo lanzó su primer álbum homónimo en lengua hindi en el "Music beyond genres", en la que habían trabajado durante cuatro años. Se lo consideró como un cantante versátil, después de haber interpretado en diversos géneros como la música carnatic, música ligera y el hip-hop. Rahul ha realizado más de 400 shows en vivo por toda la India y en el extranjero y ha interpretado más de 350 canciones para películas, las más destacadas son "Vasantha Mullai" de Mani Sharma (Pokkiri) y  "Adada Mazhada" de Yuvan Shankar Raja (Paiyaa), de lo que fue a buscar su primera nominación al Premio Filmfare como Mejor Cantante Masculino de playback. En el 2012, ganó su primer premio Filmfare en la categoría de Mejor Artista Masculino y Premio al Mejor Intérprete de Playback, por su canción titulada "Guruvaram", escrita y compuesta por Thaman (Dookudu). También ha interpretado para jingles publicitarios.

## Filmografía
| Año  | Canción                                         | Título                             | Idioma    | Logros |
| ---- | ----------------------------------------------- | ---------------------------------- | --------- | --- |
| 2006 | "Bhoomikku Velicham"                            | Dishoom                            | Tamil     | |
| 2006 | "City of Sins"                                  | Thalainagaram                      | Tamil     | |
| 2006 | "Chattuputtu"                                   | Nenjil Jil Jil                     | Tamil     | |
| 2007 | "Om Ennum"                                      | Sabari                             | Tamil     | |
| 2007 | "Maro Maro"                                     | Chirutha                           | Telugu    | |
| 2007 | "Vasantha Mullai"                               | Pokkiri                            | Tamil     | |
| 2007 | "Valentine"                                     | Madhumasam                         | Telugu    | |
| 2007 | "Entha Kudirayil"                               | 'Saththam Podadey'                 | Tamil     | |
| 2007 | "Mayakudirayil"                                 | Kelkatha Shabdham                  | Malayalam | |
| 2007 | "Pitta Pitta"                                   | Vijetha                            | Telugu    | |
| 2007 | "Para Para Pattampoochi"                        | Katradu Tamil                      | Tamil     | |
| 2007 | "Yo Baby"                                       | Bhayya                             | Telugu    | |
| 2007 | "Yo Baby"                                       | Malaikottai                        | Tamil     | |
| 2007 | "Kabadadharani & Valla Valla"                   | Athidhi                            | Telugu    | |
| 2007 | "Naanthana"                                     | Ninaithaley                        | Tamil     | |
| 2008 | "Priyatama & Dhannaley Thalley & Maati Maatiki" | Ullasanga Uthsahanga               | Telugu    | |
| 2008 | "Manakanna Podichey"                            | Parugu                             | Telugu    | |
| 2008 | "Aa Ee Oo"                                      | Okka Magadu                        | Telugu    | |
| 2008 | "I Go Crazy"                                    | Kantri                             | Telugu    | |
| 2008 | "Chethavenna Mudha"                             | Dongala Bandi                      | Telugu    | |
| 2008 | "Yuvatha Yuvatha"                               | Yuvatha                            | Telugu    | |
| 2008 | "Dosthu Bada Dosthu"                            | Saroja                             | Tamil     | |
| 2008 | "Dosthu Bada Dosthu"                            | Saroja                             | Telugu    | |
| 2008 | "Kalai"                                         | Kalai                              | Tamil     | |
| 2008 | "Andalaney"                                     | “Pourudu                           | Telugu    | |
| 2008 | "Nee Jimmada"                                   | Ontari                             | Telugu    | |
| 2008 | "Adigadigo"                                     | Lakshmi Putrudu                    | Telugu    | |
| 2008 | "Chidesi Chinna Pedda"                          | Avakai Biriyani                    | Telugu    | |
| 2008 | "Ee Ravil"                                      | Mulla                              | Malayalam | |
| 2008 | "Sooriyanai"                                    | Vellithirai                        | Tamil     | |
| 2009 | "Narinja Pandu"                                 | Bumper Offer                       | Telugu    | |
| 2009 | "College Student"                               | Aadatha Aatamellaam                | Tamil     | |
| 2009 | "Thulukanam"                                    | Balam                              | Tamil     | |
| 2009 | "Mrogindi"                                      | Ghatikudu                          | Telugu    | |
| 2009 | "July Madathil"                                 | Muthirai                           | Tamil     | |
| 2009 | "Puththam Pudidai"                              | Saa Boo Thri                       | Tamil     | |
| 2009 | "Ilavayasu Pasangalathaan"                      | Mathiya Chennai                    | Tamil     | |
| 2009 | "Thellavaarithey"                               | Mitrudu                            | Telugu    | |
| 2009 | "Sunday Sunday"                                 | Chickpete Sachagalu                | Kannada   | |
| 2009 | "Kalyana Kaaviyam"                              | Meiporul                           | Tamil     | |
| 2009 | "Ela Entha Sepu"                                | Sesirekha Pranayam                 | Telugu    | |
| 2009 | "Memory Lossu"                                  | Kick                               | Telugu    | |
| 2009 | "Bhaba Re"                                      | Vayuputra                          | Kannada   | |
| 2009 | "Kattikitta Rasa & Poothadhu Poovu"             | Jagan Mohini                       | Tamil     | |
| 2009 | "Chesukunte & Poochenu"                         | Jagan Mohini                       | Telugu    | |
| 2009 | "Thappu Ledu"                                   | Bheebatsam                         | Telugu    | |
| 2009 | "Bhayyam"                                       | Rechipo                            | Telugu    | |
| 2009 | "Malli Malli"                                   | Evaraina Epudaina                  | Telugu    | |
| 2009 | "Adi Usha Sandhya & Ambum Kombum"               | Pazhasi Raja                       | Malayalam | |
| 2009 | "Adi Mudal & Agilam Ellam"                      | Pazhasi Raja                       | Tamil     | |
| 2009 | "Nuvvu Ready"                                   | Samardhudu                         | Telugu    | |
| 2009 | "Anjali"                                        | Anajaneylu                         | Telugu    | |
| 2009 | "Katru Pudidai"                                 | Kandaen Kadhalai                   | Tamil     | |
| 2009 | "Nuvena Nenu"                                   | Malli Malli                        | Telugu    | |
| 2009 | "Swapnangal"                                    | Bhagyadevatha                      | Malayalam | |
| 2010 | "Oopirage Badhantey"                            | Brindavanam                        | Telugu    | |
| 2010 | "Adada Mazha Da"                                | Paiyya                             | Tamil     | Nominated Filmfare Award for Best Male Playback Singer – Tamil                                                   |
| 2010 | "Arerey Vaana"                                  | Aawara                             | Telugu    | |
| 2010 | "Happy"                                         | Bale Pandiya                       | Tamil     | |
| 2010 | "Come On"                                       | Super                              | Kannada   | |
| 2010 | "Nangai"                                        | Engeyum Kadhal                     | Tamil     | |
| 2010 | "Orellella Nanna"                               | Porki                              | Kannada   | |
| 2010 | "Yeppadithaan"                                  | Manja Velu                         | Tamil     | |
| 2010 | "Chikku Bukku"                                  | Chikku Bukku                       | Tamil     | |
| 2010 | "Nee Ondrum"                                    | Moscowin Kaveri                    | Tamil     | |
| 2010 | "Ninnalanni"                                    | Inkosari                           | Telugu    | |
| 2010 | "Kuppathu Rajakal"                              | Baana Kathadi                      | Tamil     | |
| 2010 | "Ninney Yeri"                                   | Yuganiki Okkadu                    | Telugu    | |
| 2010 | "Pachai Kili"                                   | Ayyanar                            | Tamil     | |
| 2010 | "Bhaiyyam"                                      | Kichcha Huchcha                    | Kannada   | |
| 2010 | "Pranama Pranama"                               | Darling                            | Telugu    | |
| 2010 | "Venmukilin"                                    | Mummy and Me                       | Malayalam | Nominated Filmfare Award for Best Male Playback Singer – Malayalam                                               |
| 2010 | "Neeyam Thanalinu"                              | Cocktail                           | Malayalam | |
| 2011 | "Poove Poove"                                   | “Singam Puli''                     | Tamil     | |
| 2011 | "Mudhal Mozhi"                                  | “Sabash Sariyana Potti''           | Tamil     | |
| 2011 | "Casanova"                                      | Kanden                             | Tamil     | |
| 2011 | "Oka Tholakari Vela"                            | Naa Peru Shiva                     | Telugu    | |
| 2011 | "Guruvaram"                                     | Dookudu                            | Telugu    | WON Filmfare Award for Best Male Playback Singer – Telugu “&” SIIMA Award for Best Male Playback Singer – Telugu |
| 2011 | "Neduvaali"                                     | Osthi                              | Tamil     | |
| 2011 | "Yennaidhuvo"                                   | Mouna Guru                         | Tamil     | |
| 2011 | "Idhayam Pesudey"                               | Pesu                               | Tamil     | |
| 2011 | "Kracko Jacko"                                  | Uyarthiru 420                      | Tamil     | |
| 2011 | "Amruthamayi Abhayamai"                         | Snehaveedu                         | Malayalam | |
| 2011 | "Silaka"                                        | Mirapakai                          | Telugu    | |
| 2011 | "Nangai"                                        | Engeyum Kadhal                     | Tamil     | |
| 2012 | "Hosanna"                                       | Bodyguard                          | Telugu    | |
| 2012 | "Cinderella"                                    | Endukante Premanta                 | Telugu    | |
| 2012 | "Doodi Pinjalaanti"                             | Tuneega Tuneega                    | Telugu    | |
| 2012 | "Aamchi Mumbai"                                 | Businessman                        | Telugu    | “Hindi Lyrics by Rahul Nambiar                                                                                   |
| 2012 | "Pilla Chao"                                    | Businessman                        | Telugu    | |
| 2012 | "Kalavu"                                        | Aravaan                            | Tamil     | |
| 2012 | "Paddadey Peggura"                              | Shakuni                            | Telugu    | |
| 2012 | "Yaaradi Mohini"                                | Thaandavam                         | Tamil     | |
| 2012 | "Yemiti"                                        | Shiva Thaandavam'                  | Telugu    | |
| 2012 | “Aapu Birthday"                                 | Rendavathu Padam                   | Tamil     | |
| 2012 | "College Padam"                                 | Naan Rajavaga Pogiraen             | Tamil     | |
| 2012 | "Aasaiye Alaipoley & Birthday"                  | Kanna Laddu Thinna Aasaiya         | Tamil     | |
| 2012 | "Inka Cheppale"                                 | Seethamma Vakitlo Sirimalle Chettu | Telugu    | |
| 2012 | "Laila O Laila"                                 | Naayak                             | Telugu    | |
| 2013 | "Sairo Sairo"                                   | Baadshah                           | Telugu    | |
| 2013 | "Yaarukkum Sollama"                             | All in All Azhagu Raja             | Tamil     | |
| 2013 | "Nadhi Vellam"                                  | Thangameengal                      | Tamil     | |
| 2014 | "Boochade Boochade"                             | "Race Gurram"                      | Telugu    | |
| 2014 | "Aaja Saroja"                                   | "Aagadu"                           | Telugu    | |
| 2014 | "Choopinchandey"                                | "Heart Attack"                     | Telugu    | |